# Telamona tristis
Telamona tristis är en insektsart. Telamona tristis ingår i släktet Telamona och familjen hornstritar.

## Underarter
Arten delas in i följande underarter:
- T. t. jucunda
- T. t. coryli
- T. t. tristis